# Liste des sites Ramsar au Luxembourg
Cet article recense les zones humides du Luxembourg concernées par la convention de Ramsar.

## Statistiques
La convention de Ramsar est entrée en vigueur au Luxembourg le 15 août 1998.
En janvier 2020, le pays compte 2 sites Ramsar, couvrant une superficie de 172,13 km2 (soit près de 7% du territoire luxembourgeois).

## Liste
| Site                    | Canton         | Notes                                 | Date          | Superficie (km²) | Altitude (m) | Identifiant Ramsar | Identifiant WDPA | Coordonnées                      | Photo |
| ----------------------- | -------------- | ------------------------------------- | ------------- | ---------------- | ------------ | ------------------ | ---------------- | -------------------------------- | ----- |
| Haff Réimech            | Remich         |                                       | 15 avril 1998 | 3,13             | 145          | 941                | 337458           | 49° 30′ 00″ nord, 6° 22′ 01″ est |       |
| Vallée de la Haute-Sûre | Redange, Wiltz | Site transfrontalier avec la Belgique | 8 mars 2004   | 169,00           | 320 - 420    | 1408               | 337459           | 49° 52′ 59″ nord, 5° 51′ 00″ est |       |